# Statue d'Oliver Cromwell
La statue d’Oliver Cromwell est une statue d'Oliver Cromwell, Lord Protecteur du Commonwealth d'Angleterre, d'Écosse et d'Irlande, située à l'extérieur de la Chambre des communes à Westminster, à Londres, au Royaume-Uni.
Érigée en 1899, elle est l'œuvre du sculpteur Hamo Thornycroft.

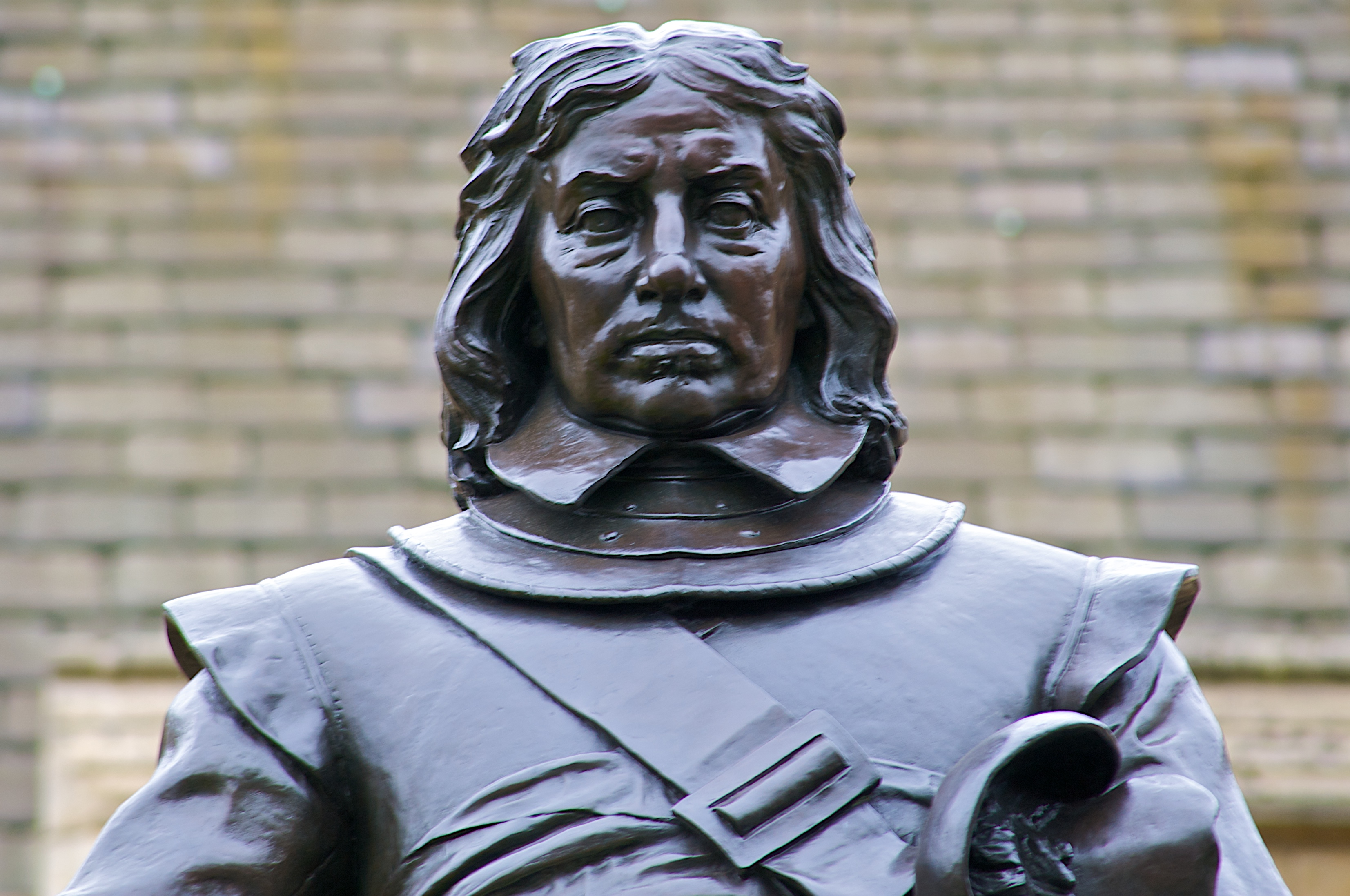
Statue d'Oliver Cromwell.

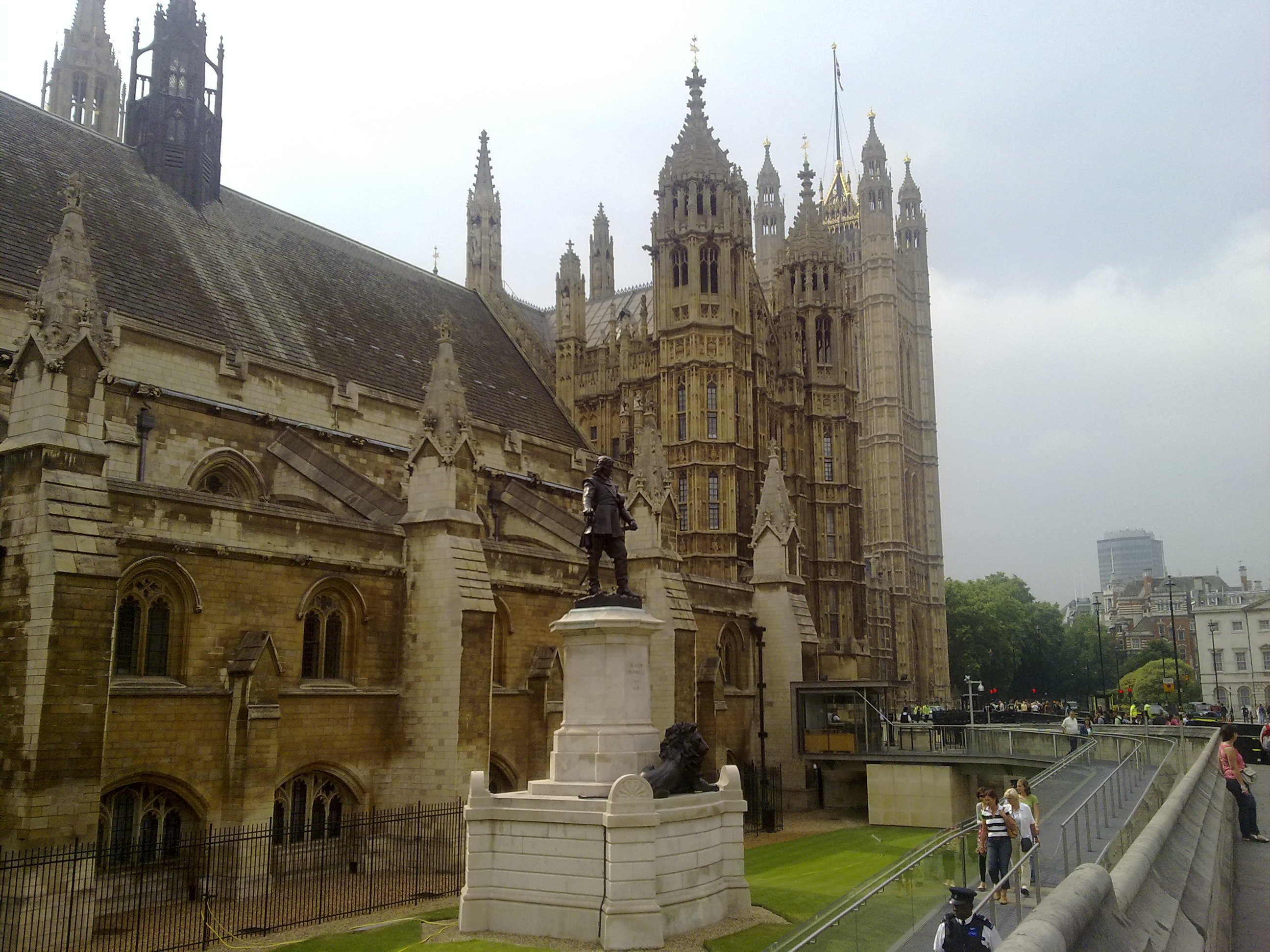
Statue d'Oliver Cromwell.